# Keys (Floride)
Pour les articles homonymes, voir Keys.
Les Keys (de l'espagnol "cayos") sont un archipel situé à l'extrémité méridionale des États-Unis, dans l'océan Atlantique et dans l'Est du golfe du Mexique. Cette suite d'îles de faible altitude se développe depuis la péninsule de Floride jusqu'au 83e méridien Ouest (passant par Dry Tortugas). L'archipel s'étire depuis les environs de Miami en direction du sud-ouest, délimite ensuite la baie de Floride au sud, puis se dirige vers l'ouest jusqu'à Key West ; il se termine par les îlots sableux des Dry Tortugas. Key West se trouve à 156 kilomètres de Cuba. Les Keys sont parcourues sur 181 km par l'Overseas Highway.

## Histoire

### Arrivée des Européens
C’est en mai 1513 que les Européens découvrent l'archipel où vivaient les peuples Calusa et Tequesta. Un lieutenant de Christophe Colomb, Juan Ponce de León, dirige une expédition. Les îles sont appelées Las Tortugas car selon les membres de l’expédition, leurs formes rappellent des silhouettes d’hommes en souffrance. Une autre appellation ; « Cayos », signifiant « petites îles », s’est anglicisée en Keys. Les Espagnols décident de s’établir dans les Keys malgré les attaques des Amérindiens et des pirates.

### Ère américaine

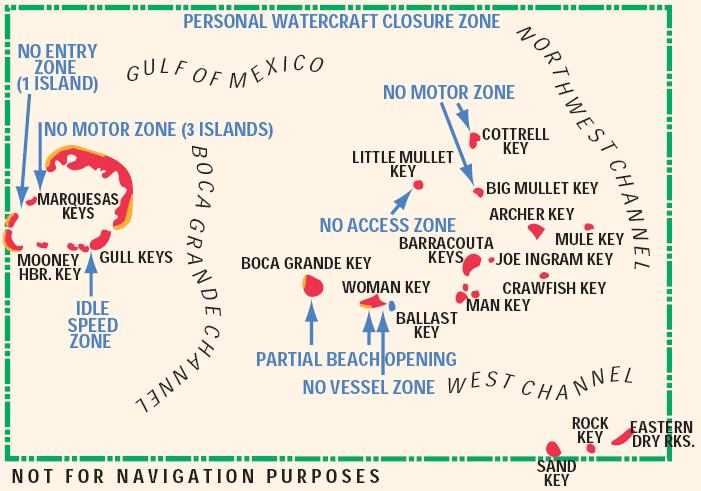
West Keys.

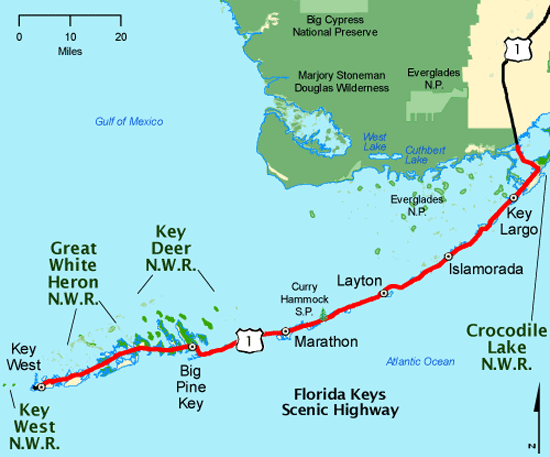
National Scenic Byway.

En 1822, les Keys, par achat aux Espagnols, passent sous la souveraineté américaine. D’abord base navale sous l’impulsion de John W. Simonton (premier propriétaire de Key West après les Espagnols), Key West, l’une des îles principales devient officiellement port d’entrée américain et une maison des douanes y verra le jour. En 1845, la Floride devient le 27e État américain ; les Keys se dotent d’une base navale et du Fort Zachary Taylor.
Sur le plan économique, l’île bénéficie du pillage des bateaux échoués sur les récifs des Keys si bien que Key West devient à la fin du XIXe siècle, la ville la plus riche par habitant des États-Unis. Suivra le développement économique lié au tourisme naissant grâce à la construction de l’Overseas Railroad, ligne ferroviaire achevée en 1912, qui relie les îles habitées entre elles et au continent. Après un début de XXe siècle agité par le krach boursier de 1929, une crise économique apporte la récession tandis qu'un ouragan endommage la voie ferrée en 1935. L’économie de l’île et son rayonnement repartiront à la hausse dès la Seconde Guerre mondiale.

Aujourd’hui, c’est le tourisme qui représente la première source de richesses des Keys de Floride.

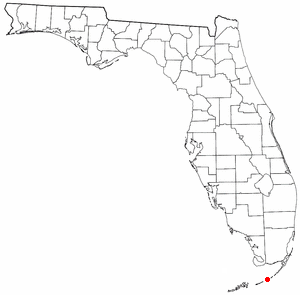
Position en Floride.

## Géographie
Parfois présentés comme l'archipel aux mille îles, les Keys s'étirent sur 244 km, depuis Virginia Key à Key West. Ils se composent d'environ 1 700 îles et îlots, dont une trentaine sont habitées. La population était de 73 000 habitants en  2010. Reliées entre elles dès 1912 par le chemin de fer (Overseas Railroad), elles le sont uniquement par la route depuis 1938 : il s'agit de  l'Overseas Highway qui a nécessité 42 ouvrages d'art.
Exception faite des îles sablonneuses situées à l'extrémité est de l'archipel, les Keys constituent les derniers vestiges de vastes récifs qui commencèrent à se former il y a dix à quinze millions d'années, alors qu'une mer peu profonde submergeait la région.
Le récif de Floride est la seule barrière de corail vivante dans la zone continentale des États-Unis. Il est le quatrième plus grand système de ce type dans le monde. Il se trouve à quelques kilomètres au large des Keys et est large, en moyenne, de six kilomètres.
À l'extrémité est, Key Biscayne et Virginia Key, proches de Miami, sont en fait rattachées au continent et ne sont généralement pas considérées comme faisant partie des Keys.
Les Keys dépendent du comté de Monroe dont le siège se trouve à Key West. Il y a seize municipalités : Key West, Marathon, Key Colony Beach, Layton, Islamorada, Stock Island, Big Coppitt Key, Cudjoe Key, Big Pine Key, Duck Key, Tavernier, Key Largo, North Key Largo, Flamingo, Bay Point (en) et Sugarloaf Shores (en).

## Principales îles

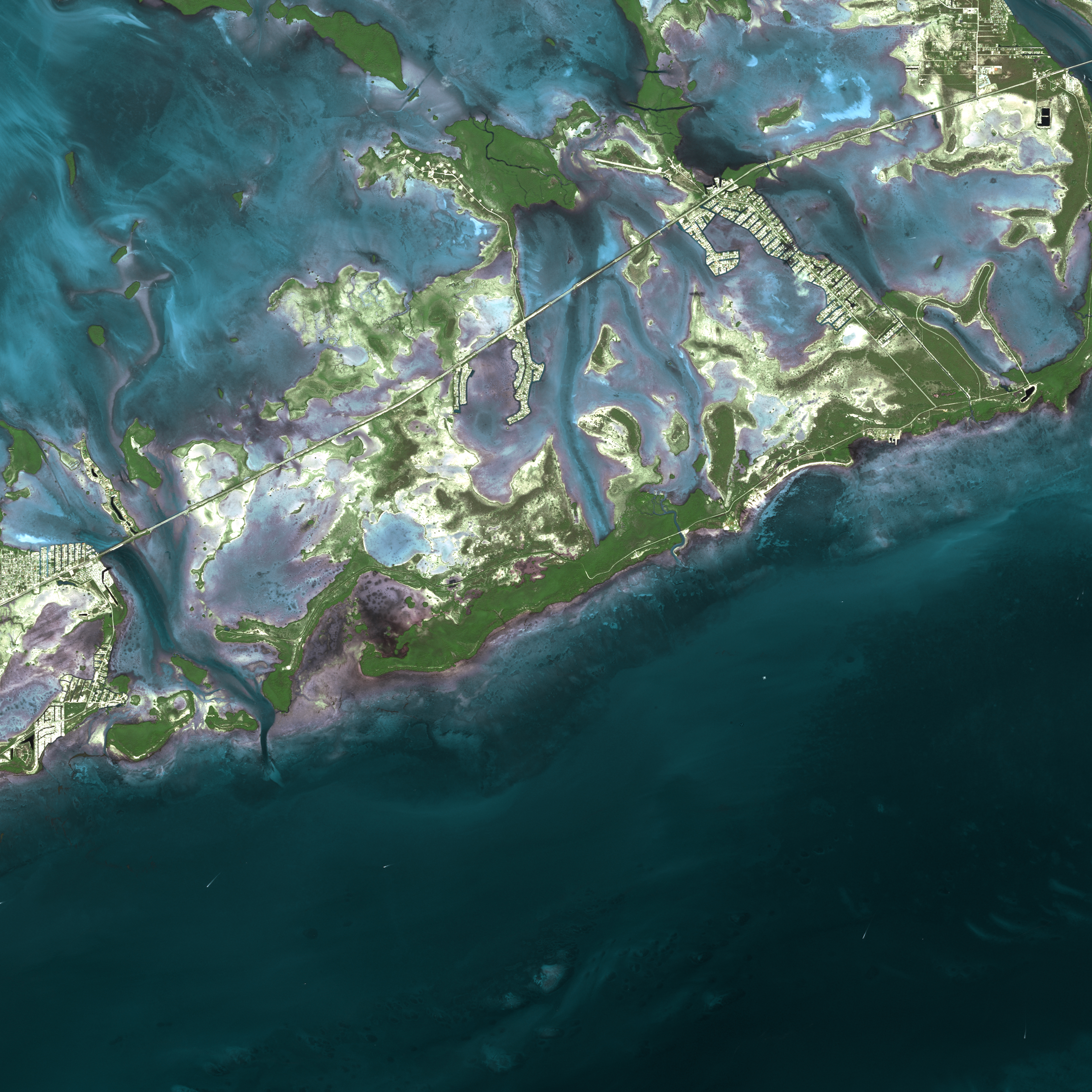
Image satellite d'une partie des Keys.

Les îles sont listées du nord-est vers le sud-ouest ; elles sont réparties entre Upper, Middle et Lower Keys.

### Upper Keys

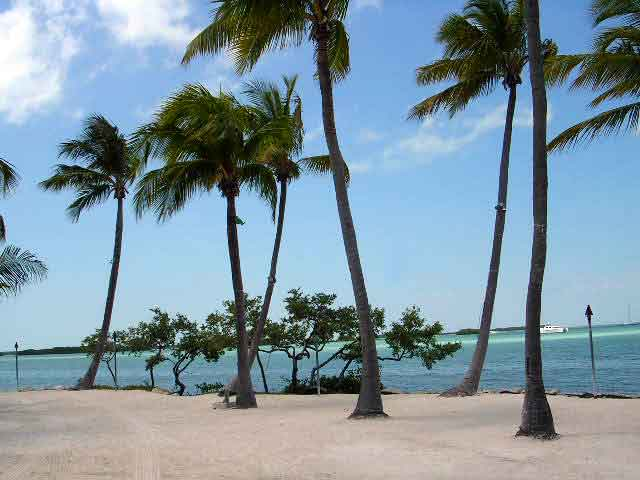
Islamorada.

#### Dans l'océan Atlantique (détroit de Floride)
- Virginia Key
- Key Biscayne
- Keys situées dans le parc national de Biscayne (accessibles uniquement en bateau) :
  - Keys de transition :
    - Soldier Key
    - Ragged Keys
    - Boca Chita Key
    - Sands Key

  - Véritables Keys, anciens récifs de corail :
    - Elliott Key
    - Adams Key
    - Reid Key
    - Rubicon Keys
    - Totten Key
    - Old Rhodes Key

#### Baie de Floride (golfe du Mexique)
- Keys situées dans le parc national des Everglades
  - Bottle Key
  - Club Key
  - Cormorant Key
  - Dead Terrapin Key
  - Dump Keys
  - East Key
  - Manatee Key
  - Murray Key
  - Nest Keys
  - Otter Key
  - Peterson Keys
  - Rankin Key
  - Samphire Keys
  - Shell Key
  - Stake Key
  - Triplet Keys
  - Umbrella Key

#### Autres keys
- Key Largo
- Islamorada :
  - Plantation Key
  - Windley Key
  - Upper Matecumbe Key
  - Lower Matecumbe Key

### Middle Keys

#### Dans le golfe du Mexique
- Craig Key
- Fiesta Key
- Long Key (également nommée Rattlesnake Key)
- Conch Key
- Duck Key
- Grassy Keys
- Marathon :
  - Key Vaca
  - Long Point Key
  - Deer Key
  - Fat Deer Key
  - Stirrup Key
  - Boot Key
  - Knight's Key

### Lower Keys

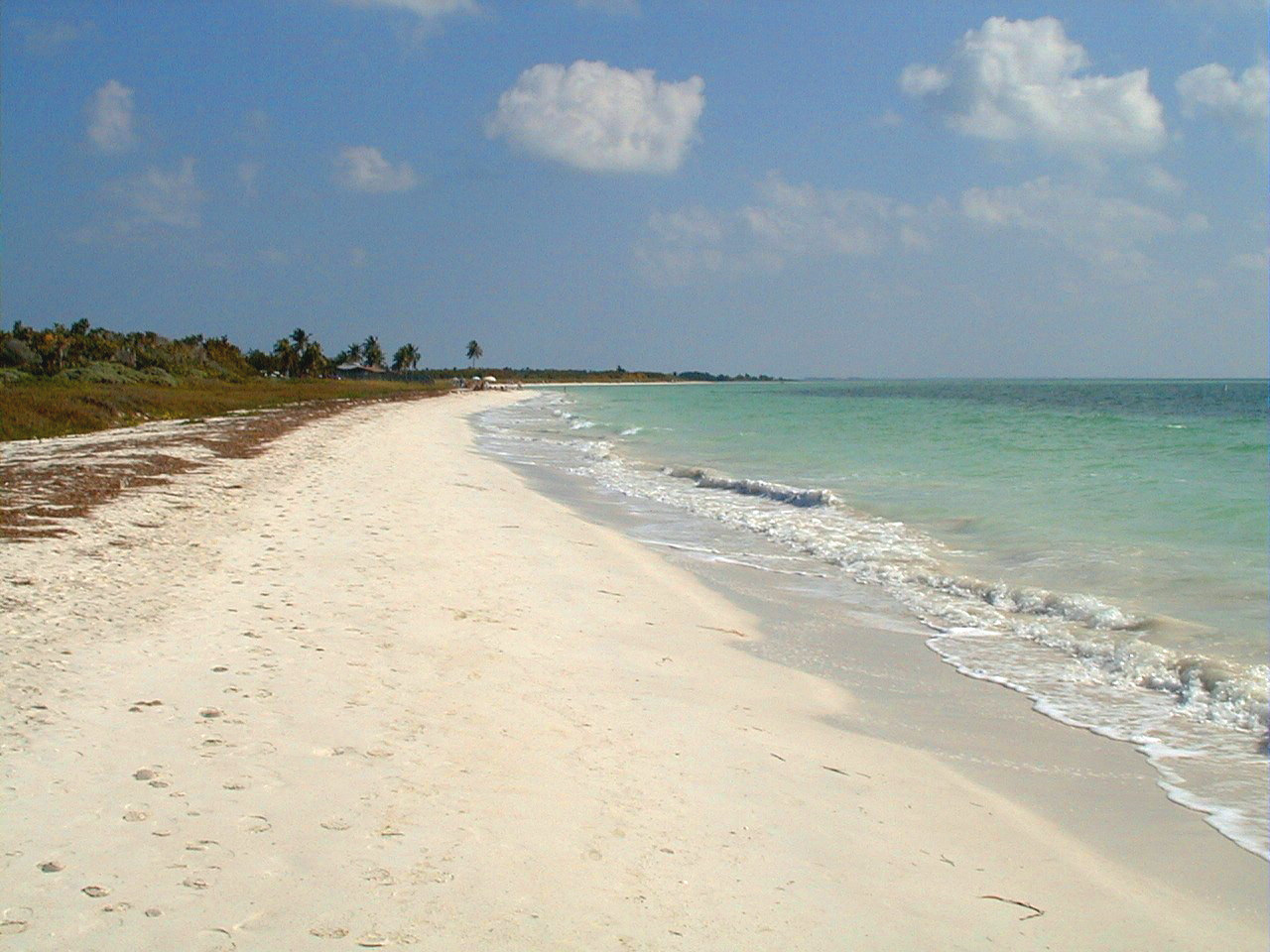
Bahia Honda.

#### Dans le golfe du Mexique
- Little Duck Key
- Bahia Honda Key (en) dans le parc national de Bahia Honda
- East Bahia Honda Key
- Summerland Key
- West Summerland Key
- No Name Key
- Big Pine Key
- Pine Key
- Big Torch Key
- Torch Key
- Middle Torch Key
- Little Torch Key
- Crane Key
- Little Crane Key
- Ramrod Key
- Knockemdown Key
- Cudjoe Key
- Gopher Keys
- Sugarloaf Key
- Saddlebunch Keys
- Big Coppitt Key
- Boca Chica Key
- Key Haven
- Key West
- Johnston Key
- Teakettle Key
- Melody Key (en)
- Looe Key (en)
- Geiger Key
- Keys Backcountry : Snipe Keys, Barracuda Keys, Mud Keys, Marvin Key…formées de bancs de sable blanc

### Îles occidentales éloignées

#### Dans le golfe du Mexique
Les îles Marquesas, Bocca Grande, Barracouta, Man, Woman, Garden Key, Bush Key, Long Key, Loggerhead Key, Middle Key, Hospital Key, et Dry Tortugas, ne sont accessibles que par bateau.

## Parcs nationaux
Treize parcs assurent la protection des Keys :
- Dagny Johnson Key Largo Hammock Botanical State Park (en) - Key Largo
- Parc d'État de John Pennekamp Coral Reef - Key Largo
- Windley Key Fossil Reef Geological State Park (en) - Près d'Islamorada
- Lignumvitae Key Botanical State Park (en) - Islamorada
- Parc historique d'État d'Indian Key - Islamorada
- San Pedro Underwater Archaeological Preserve State Park (en) - Islamorada
- Long Key State Park (en) - Long Key
- Curry Hammock State Park (en) - Marathon
- Parc d'État de Bahia Honda - Bahia Honda Key
- Fort Zachary Taylor Historic State Park - Key West
- Parc national de Biscayne- Sud de Key Biskayne
- Parc national des Everglades-Everglades
- Parc national des Dry Tortugas- Dry Tortugas

## Réserves
Quatre réserves fauniques nationales protègent les espèces animales et leur environnement dans les Keys :
- National Key Deer Refuge, centré sur Big Pine Key, abrite le Refuges' Nature Center, le Nature Store de la Florida Keys Wildlife Society et le cerf des Keys, en voie de disparition ;
- Crocodile Lake National Wildlife Refuge, à l'extrémité nord des Keys, abrite de nombreuses espèces protégées dont le crocodile américain ;
- Great White Heron National Wildlife Refuge, englobe une grande partie de l'arrière-pays des Lower Keys ;
- Key West National Wildlife Refuge, comprend les îles situées à l'extrémité sud de l'archipel, y compris les Marquesas Keys.

## Parc marin
Le Florida Keys National Marine Sanctuary (en) protège environ 9 900 km 2 d'eaux côtières et océaniques et estuariennes du sud de la Floride, le long de Middle et Lower Keys, jusqu'au parc national des Dry Tortugas, atteignant l' océan Atlantique, la baie de Floride et le golfe du Mexique. Il englobe également le récif de Floride.